# Liberato Pinto
Liberato Damião Ribeiro Pinto (Lisbona, 29 settembre 1880 – Lisbona, 4 agosto 1949) è stato un politico portoghese.
Tenente colonnello della Guarda Nacional Republicana, fu a capo di uno dei governi della Prima Repubblica portoghese, dal 1920 al 1921.. All'interno del governo da lui guidato fu anche ministro delle Finanze, ministro della Marina e ministro dell'Interno.
Era sposato con Maria Augusta Supico dalla quale ebbe un figlio, Clotário Luís Supico Ribeiro Pinto (1909-1986), divenuto anch'egli ministro della Repubblica portoghese.